# Peak Games
Peak Games (англ. произношение: /ˌpiːk ɡeɪms/) — турецкий разработчик и издатель онлайн и мобильных игр. Штаб-квартира компании расположена в Стамбуле, Турция.

## История
- Основана в 2010 году Сидаром Шахином (Sidar Şahin)[1]
- В ноябре 2017 года Zynga выкупила одно из подразделении компании Peak Games за $100 млн.[2]
- 1 июня 2020 года была приобретена компанией Zynga за $1.8 млрд[3].

## Игры
- Toon Blast — мобильная игра-головоломка
- Toy Blast — мобильная игра-головоломка